# (96) Эгла
(96) Эгла (лат. Aegla) — астероид главного пояса, который принадлежит к редкому спектральному классу T. Он был открыт 17 февраля 1868 года французским астрономом Жеромом Коджа в Марсельской обсерватории, Франция, и назван в честь Эглы, нимфы в древнегреческой мифологии, одной из Гесперид.

Орбита астероида Эгла и его положение в Солнечной системе
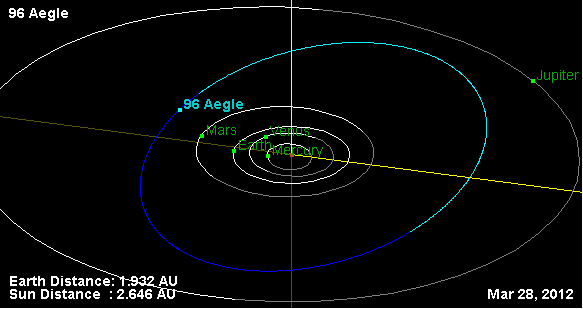
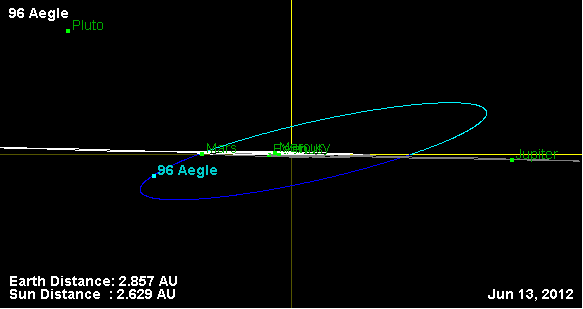

Эгла представляет собой крупный астероид, обращающийся со значительным наклонением по отношению к плоскости эклиптики Солнечной системы. Диаметр астероида был определён после обработки данных, полученных с помощью инфракрасной космической лаборатории IRAS, с погрешностью около 3 км. Период вращения уточнили по данным изменения кривой блеска, полученных в обсерватории Сантана, Калифорния.